# Palau de Coudenberg
El Castell i després Palau de Coudenberg (o Paleis op de Koudenberg), situat al centre de la Cort de Brussel·les, fou durant prop de 700 anys la residència (i seu del poder) de comtes, ducs, arxiducs, reis, emperadors o governadors que, al segle xii fins al segle xviii, han exercit la seva sobirania sobre el Ducat del Brabant i sobre tot el territori o part dels Països Baixos. El palau fou completament destruït en un incendi accidental que va tenir lloc la nit del 3 al 4 de febrer el 1731.
Avui no en queda gran cosa, només les parts soterrànies. Després de diversos anys de recerques arqueològiques, els vestigis del palau han estat desenterrats i són accessibles per a visites turístiques. El castell forma part de la xarxa de residències reials europees.